# Helina cashmirensis
Helina cashmirensis este o specie de muște din genul Helina, familia Muscidae. A fost descrisă pentru prima dată de Malloch în anul 1922. Conform Catalogue of Life specia Helina cashmirensis nu are subspecii cunoscute.